# Moreirense Futebol Clube 2014-2015
Questa voce raccoglie le informazioni riguardanti il Moreirense Futebol Clube nelle competizioni ufficiali della stagione 2014-2015.

## Rosa
| N. |                       | Ruolo | Calciatore        |
| -- | --------------------- | ----- | ----------------- |
| 2  | Portogallo (bandiera) | D     | Paulinho          |
| 3  | Brasile (bandiera)    | D     | Anilton           |
| 4  | Brasile (bandiera)    | D     | Danielson         |
| 5  | Portogallo (bandiera) | D     | André Marques     |
| 7  | Portogallo (bandiera) | C     | Diogo Cunha       |
| 8  | Portogallo (bandiera) | C     | André Simões      |
| 9  | Brasile (bandiera)    | A     | Alex              |
| 10 | Portogallo (bandiera) | A     | João Pedro        |
| 11 | Bolivia (bandiera)    | A     | Edivaldo          |
| 12 | Brasile (bandiera)    | P     | Gideão            |
| 14 | Ghana (bandiera)      | A     | Caleb Gomina      |
| 16 | Argentina (bandiera)  | C     | Rodrigo Battaglia |

| N. |                       | Ruolo | Calciatore       |
| -- | --------------------- | ----- | ---------------- |
| 18 | Portogallo (bandiera) | D     | Pedro Coronas    |
| 19 | Brasile (bandiera)    | A     | Leandro Souza    |
| 20 | Paraguay (bandiera)   | A     | Ramón Cardozo    |
| 22 | Brasile (bandiera)    | D     | Elízio           |
| 24 | Portogallo (bandiera) | P     | André Moreira    |
| 26 | Brasile (bandiera)    | D     | Marcelo Oliveira |
| 30 | Capo Verde (bandiera) | C     | Patrick Andrade  |
| 33 | Brasile (bandiera)    | C     | Lucas Souza      |
| 70 | Guinea (bandiera)     | A     | Gerso Fernandes  |
| 77 | Portogallo (bandiera) | A     | Arsénio          |
| 87 | Portogallo (bandiera) | P     | Marafona         |